# Démonok között 3. – Az ördög kényszerített
A Démonok között 3. – Az ördög kényszerített (egyszerűen: Démonok között 3., eredeti cím: The Conjuring: The Devil Made Me Do It) 2021-ben bemutatott amerikai természetfeletti horrorfilm, melyet David Leslie Johnson-McGoldrick és James Wan történetéből Michael Chaves rendezett, a forgatókönyvírója Johnson-McGoldrick, zeneszerzője Joseph Bishara. A film a Démonok között (2013) és a Démonok között 2. (2016) folytatása, valamint a Démonok között univerzum nyolcadik része. A főszerepet ismét Patrick Wilson és Vera Farmiga alakítja, akik Ed és Lorraine Warren-t játsszák. Michael Chaves-t választották meg a film rendezőjének, miután 2019-ben megrendezte a Gyászoló asszony átkát. A forgatás 2019 nyarán zajlott Georgiában.
A film eredetileg 2020 szeptemberében jelent volna meg, de a COVID-19 világjárvány miatt csúszott. Az Egyesült Királyságban 2021. május 26-án adta ki a Warner Bros. Pictures és a New Line Cinema. Egy hónapos HBO Max streaming szolgáltatással egyidejűleg az Egyesült Államokbeli bemutatója június 4-ke. Magyarországon június 10-én mutatta be szinkronizálva az InterCom Zrt.

## Cselekmény
1981-ben, a connecticuti Brookfield városában, Ed és Lorraine Warren démonológusok dokumentálják a nyolc éves David Glatzel ördögűzését, amelyen családja, nővére Debbie, annak barátja, Arne Johnson és Gordon atya vett részt. Az ördögűzés során Arne elmondja a démonnak, hogy David helyett inkább az ő testét szállja meg. Ed szemtanúja lesz annak, ahogy a démon átszáll David testéből Arnéba, miközben Ed szívrohamot kap, és kómás állapotban kórházba szállítják.
A következő hónapban Ed felébred a kórházban, és Lorraine-nek elárulja, hogy látta, amint a démon belép Arne testébe. A nő a kutyamenhelyre küldi a rendőrséget, és figyelmezteti őket, hogy tragédia fog ott történni. Arne és Debbie visszatérnek a lakásba, amely közvetlenül a pince felett található, ahol Debbie is dolgozik. Miután rosszul érzi magát, Arne a démoni megszállottság hatása alatt 22 késszúrással meggyilkolja a főbérlőjét, Bruno Saulst. Warrenék támogatásával az ő ügye lesz az első amerikai gyilkossági per, amelyben démoni megszállottságot hoznak fel védekezésként, aminek eredményeképpen megindul a nyomozás David eredeti megszállottsága ügyében. Warrenék később felfedeznek egy sátáni átkot, amely egy boszorkány totemén keresztül öröklődött, és találkoznak Kastnerrel, egy korábbi pappal, aki korábban a Ram szekta tanítványaival foglalkozott. Elmondja nekik, hogy egy okkultista szándékosan hagyta ott a totemet, aminek következtében átok szállt Glatzelékre, és ez okozta David megszállását.
Warrenék a Massachusetts állambeli Danversbe utaznak, hogy kivizsgálják Katie Lincoln halálát, akit szintén 22 késszúrással végeztek. A nyomozók egy totemet találtak Katie barátnőjének, Jessicának az otthonában, aki eltűnt. Lorraine-nek látomása lesz a gyilkosság újrateremtésével kapcsolatban, és rájön, hogy Jessica démoni megszállottság hatása alatt szúrta le Katie-t, mielőtt halálba ugrott egy szikláról, ami végül lehetővé teszi a nyomozók számára, hogy megtalálják a holttestet. Warrenék elutaznak a ravatalozóba, ahol a holttest nyugszik, Lorraine megérinti a holttest kezét, hogy az segítsen megtalálni az okkultista tartózkodási helyét. Lorraine egy látomásban sötét alagúton keresztül utazik, és szemtanúja lesz annak, ahogy az okkultista megpróbálja megöletni Arne-t, de még épp időben megállítja. Lorraine-t megfenyegeti az okkultista, és elmondja Ednek, hogy a kapcsolat mindkét irányba működik.
Warrenék visszatérnek connecticuti házukba, hogy tovább nyomozzanak. Ed rövid időre elveszti az eszméletét, és később az okkultista hatására meg akarja ölni Lorraine-t, de Drew még időben megállítja. Később megtalálják a házukban a totemet, amely egy fekete rózsákkal teli vázába volt elrejtve. Drew átadja Ednek a Stregherian boszorkányságról szóló könyvet, amit talált, és kijelenti, hogy ahhoz, hogy az átok feloldódjon, el kell pusztítani az oltárt, amelyben az okkultista működik. Amikor rájönnek, hogy Katie a közeli Fairfield Egyetemre járt, feltételezni kezdik, hogy az okkultista a környéken tevékenykedik. Lorraine visszatér Kastnerhez segítségért, aki elárulja, hogy a katolikus egyházban a papi cölibátus követelményét megszegve felnevelt egy Isla nevű lányt. Elmondja Lorraine-nek, hogy a kutatásai során egyre jobban vonzódott az okkultizmushoz, és később az okkultista lett. Kastner hozzáférést biztosít Lorraine-nek az alagutakhoz, ahol megtalálja az oltárt, majd az okkultista rátalál, és megöli őt. Ed hamarosan megérkezik, és egy lezárt lefolyónyíláson keresztül egy kalapáccsal bejut az alagutakba. Rövid időre megszállja a démon, és megpróbálja megölni Lorraine-t, de a lány újra elmeséli neki, amikor először találkoztak, és emlékezteti őt a szerelmükre. Ed visszanyeri eszméletét, és elpusztítja az oltárt, megmentve ezzel magát, Lorraine-t és Arne-t. Az okkultista megérkezik az összetört oltárához, de az általa megidézett démon megöli, miután nem sikerült beteljesítenie az átkot.
Ed az oltárról származó kelyhet a műtárgyak szobájában helyezi el, a Valak-festmény és az Annabelle-baba mellé. Arne-t emberölésért elítélik, de végül csak öt évet tölt le a büntetéséből, a börtönben feleségül veszi Debbie-t. A film végén Ed megmutatja Lorraine-nek a pavilon másolatát, amelyben először csókolóztak.

## Szereplők
| Szerep                | Színész                 | Magyar hang      |
| --------------------- | ----------------------- | ---------------- |
| Ed Warren             | Patrick Wilson          | Széles Tamás     |
| Lorraine Warren       | Vera Farmiga            | Bertalan Ágnes   |
| Arne Cheyenne Johnson | Ruairi O'Connor         | Miller Dávid     |
| Debbie Glatzel        | Sarah Catherine Hook    | Rudolf Szonja    |
| David Glatzel         | Julian Hilliard         | Kelemen Noel     |
| Kastner               | John Noble              | Fodor Tamás      |
| Lola / Okkultista     | Eugenie Bondurant       | Spilák Klára     |
| Drew Thomas           | Shannon Kook            | Czető Roland     |
| Bruno Sauls           | Ronnie Gene Blevins     | Nagypál Gábor    |
| Clay őrmester         | Keith Arthur Bolden     | Pál András       |
| Gordon atya           | Steve Coulter           | Ujréti László    |
| Jessica Louise Strong | Ingrid Bisu             | Dunai Csenge     |
| Katie Lincoln         | Andrea Andrade          | Kovács Panka     |
| Meryl                 | Ashley LeConte Campbell | Ősi Ildikó       |
| Judy Warren           | Sterling Jerins         | Mayer Szonja     |
| Carl Glatzel          | Paul Wilson             | Debreczeny Csaba |
| Judy Glatzel          | Charlene Amoia          | Németh Borbála   |
| Newman atya           | Vince Pisani            | Láng Balázs      |

## Filmkészítés

### Fejlesztés
2016-ban a további lehetséges folytatásokkal kapcsolatban James Wan kijelentette: "Lehetne még sok [Démonok között] film, mert a Warrenséknek olyan sok története van". Chad és Carey W. Hayes forgatókönyvírók is kifejezték érdeklődésüket egy újabb folytatás történetének kidolgozása iránt. Wan azonban kijelentette, hogy más projektekkel kapcsolatos kötelezettségei miatt lehet, hogy nem tudja megrendezni a filmet. A Collider-nek elmondta: "Felteszem, elég szerencsések vagyunk ahhoz, hogy legyen egy harmadik fejezet, vannak más filmesek, akiket szívesen folytatnék a Démonok között világában, ha elég szerencsések vagyunk". Wan azt is megjegyezte, hogy ha készülne egy harmadik film, az ideális esetben az 1980-as években játszódna. Wan később kijelentette, hogy a folytatásban szerepelhetne vérfarkas: "Talán elmehetnénk és megcsinálhatnánk úgy, mint egy klasszikus Egy amerikai farkasember Londonban stílusban. [...] Warrensék a A sátán kutyája hátterében." 2017 májusában Safran azt mondta, nem valószínű, hogy a harmadik rész egy "kísértetházas" film lenne.
2017 júniusában bejelentették, hogy készül a harmadik rész, és a Démonok között 2. társíróját, David Leslie Johnson-McGoldrick szerződtették a forgatókönyv megírására. 2017 augusztusában Wan azt mondta a Entertainment Weekly-nek, hogy a filmkészítők "keményen dolgoznak a Démonok között 3. forgatókönyvén. A következő év szeptemberére Peter Safran producer kijelentette, hogy a forgatókönyv már közel áll a befejezéshez, és a forgatás valamikor 2019 folyamán kezdődik. 2019 májusában kiderült, hogy James Wan David Leslie Johnson-McGoldrickkal közösen írta meg a történetet.

### Szereplőválogatás
2018 decemberében megerősítették, hogy Patrick Wilson és Vera Farmiga újra eljátsszák Ed és Lorraine Warren szerepét a Démonok között és a Démonok között 2. után. 2019 augusztusában Megan Ashley Brown színésznő bejelentette, hogy ő és Mitchell Hoog fogja alakítani a fiatal Lorraine-t, illetve Ed Warrent. 2019 decemberében Chaves rendező megerősítette, hogy Sterling Jerins, Julian Hilliard, Sarah Catherine Hook és Ruairi O'Connor is tagja a film szereplőgárdájának.

### Forgatás
A Démonok között 3. – Az ördög kényszerített forgatása 2019. június 3-án kezdődött, a forgatás helyszíne pedig Atlanta (Georgia) volt. 2019. augusztus 15-én Farmiga bejelentette, hogy befejezte a film jeleneteinek forgatását.

## Bemutató
A Démonok között 3. – Az ördög kényszerített 2021. május 26-án jelent meg az Egyesült Királyságban, és a tervek szerint 2021. június 4-én jelenik meg az Amerikai Egyesült Államokban, amit a Warner Bros. Pictures és a New Line Cinema terjeszt.

## Fordítás
- Ez a szócikk részben vagy egészben  a   The Conjuring: The Devil Made Me Do It című angol Wikipédia-szócikk fordításán alapul.  Az eredeti cikk szerkesztőit annak laptörténete sorolja fel. Ez a jelzés csupán a megfogalmazás eredetét és a szerzői jogokat jelzi, nem szolgál a cikkben szereplő információk forrásmegjelöléseként.